# Long Island Cougars
Die Long Island Cougars waren ein US-amerikanisches Eishockeyfranchise der North American Hockey League aus Commack, New York.  

## Geschichte
Die Long Island Cougars wurden zur Saison 1973/74 als Franchise der erstmals ausgetragenen North American Hockey League gegründet. Sie füllten die Lücke, die in der Stadt durch die Auflösung der Long Island Ducks aus der Eastern Hockey League entstand. Die Long Island Cougars waren das Farmteam der Chicago Cougars aus der World Hockey Association. In ihrer Premierenspielzeit erreichten die Long Island Cougars auf Anhieb das Finale der Playoffs um den Lockhart Cup. In diesem unterlagen sie den Syracuse Blazers in der Best-of-Seven-Serie mit 0:4 Siegen. Nach einer weiteren Spielzeit stellte die Mannschaft nach nur zwei Jahren den Spielbetrieb wieder ein.  

## Saisonstatistik
Abkürzungen: GP = Spiele, W = Siege, L = Niederlagen, T = Unentschieden, OTL = Niederlagen nach Overtime SOL = Niederlagen nach Shootout, Pts = Punkte, GF = Erzielte Tore, GA = Gegentore, PIM = Strafminuten
| Saison  | GP | W  | L  | T | OTL | SOL | Pts | GF  | GA  | Platz    | Playoffs             |
| 1973/74 | 74 | 35 | 36 | 3 | —   | —   | 73  | 310 | 277 | 3., NAHL | Niederlage im Finale |
| 1974/75 | 74 | 29 | 40 | 5 | —   | —   | 63  | 271 | 280 | 7., NAHL | —                    |